# Pan en huevo

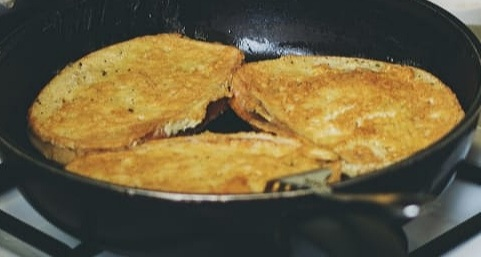
El pan en huevo en una sartén

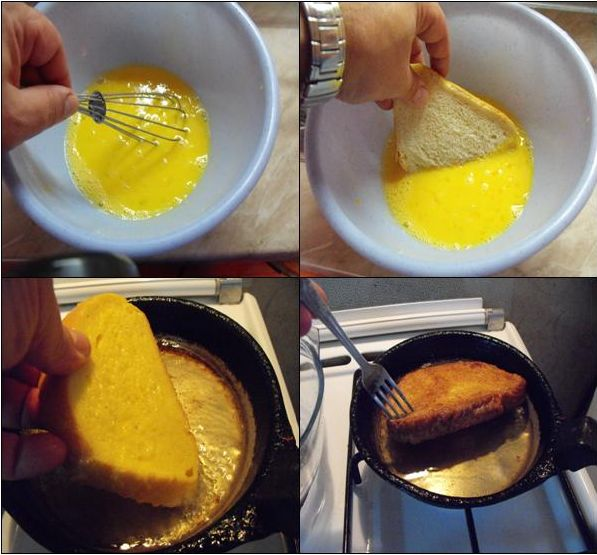
La preparación de pan en huevo

El pan en huevo (en eslovaco: chlieb vo vajci o chlieb vo vajíčku, dialectalmente chleba vo vajci o bundáš) es un plato salado frito de desayuno o cena populares en la República Checa y Eslovaquia.

## Historia
El pan en huevo tiene su origen en la tostada francesa, que se elaboran en una versión dulce. Ya en la antigüedad, cocinaban un equivalente simple del pan de la época, que remojaban en leche y luego frieron en aceite. Más tarde huevos llegó a usarse para esto. Era más popular en el período de la Edad Media, cuando a menudo se servía como guarnición de las comidas principales. La receta no ha cambiado mucho desde entonces, ya que se componía de ingredientes básicos ya disponibles en el pasado.

## Receta
El pan en huevo requiere rebanadas de pan, huevos, leche, sal y aceite para freír. Los huevos se baten con leche y sal, y las rebanadas de pan se sumergen en la base de huevo, que luego se colocan en aceite caliente en una sartén. Se fríen a fuego suave 2 a 3 minutos. El pan en huevo se puede condimentar con mostaza, kétchup o espolvorear con queso